# Аршамбо III де Бурбон
Аршамбо III Белый (Юный) (фр. Archambaud III le Blanc (le Jeune); ок. 1000 — 16 августа 1078) — сеньор де Бурбон в 1034—1078. 

## Биографические сведения
Сын Аршамбо II де Бурбона и Эрменгарды.
Сведения о правлении Аршамбо III, в основном, связаны с церковными делами. В 1048 он вернул капитулу Сент-Юрсена в Бурже незаконно захваченную церковь Сент-Юрсен. В 1049 Одилон Клюнийский умер в приории Сувиньи, в окрестностях Монлюсона. Аршамбо, владевший бургом Сувиньи, установил «дурные обычаи» и вступил в конфликт с монахами, продолжавшийся при его преемниках. 
В 1059 вассал Аршамбо Жан де Сен-Капре основал монастырь Ла Шапель близ Юрьеля, а затем передал его аббатству Сен-Дени. На Пятидесятницу 1066 или 1067 Аршамбо находился при дворе Филиппа I, чтобы подтвердить это дарение. 

## Семья
1-я жена: Бельтруда?
2-я жена: Аурея
Вероятно, от первой жены было четверо детей:
- Аршамбо IV, сеньор де Бурбон (ок. 1030 — ок. 1095)
- Альбуин (ум. до 1077)
- Жеро
- N (дочь)